# 왕단 (반체제자)
왕단(중국어: 王丹, 병음: Wáng Dān, 1969년 2월 26일 ~ )은 중화인민공화국의 전 학생 운동가이다.
베이징 대학 1학년으로 재학 중이던 1989년에 중화인민공화국의 덩샤오핑 정권에서 학생, 농민, 노동자가 주축이 되어 일어난 1989년 천안문 사건 당시에 쿵칭둥, 우얼카이시, 차이링 등과 함께 시위를 주도하다 체포된 학생 대표 가운데 하나였다. 장칭이 일으킨 문혁의 웨이징성, 리너 등 홍위병 조반파 선배들을 비롯해서 취추바이, 루쉰, 저우언라이 등의 공산 혁명 활동에서 영향을 받았다. 중국 당국의 장기적인 시위 허가의 한도를 넘어선 불법 시위 활동의 지속으로 왕단은 중국 당국의 제지를 받게 되었고, 중국 정부가 발표한 학생 수배자 명단에 첫 번째로 이름을 올렸다. 그는 이후 <반혁명선전선동죄>라는 죄목으로 4년형을 받았다.
왕단 등이 이끈 학생 시위대는 1989년 톈안먼 사건 당시 중국 공산당의 고르바초프 방중 환영 행사 개최를 방해하면서까지 중국 정부 측에 인민 민주(프롤레타리아 독재)를 실천하라고 하였고 중화소비에트공화국의 국가를 합창하였으며 저우언라이의 초상이 새겨진 깃발과 오성홍기를 치켜들고 자오쯔양과 리펑의 중국 정부에 항의하였다.
한편, 왕단은 학생 운동가, 망명 운동가로 활동하면서 중화소비에트공화국이나 조선민주주의인민공화국에 대해서는 비판성 발언을 내놓은 바가 없다.
1998년에는 미국 정부가 인도주의 차원에서 왕단의 신병 인도를 요청하였고 중국 정부가 이를 승인했다. 병보석으로 석방된 왕단은 질병 치료를 위한 망명 행을 허가받았고, 2008년에는 미국 하버드 대학교에서 중화인민공화국의 역사를 연구한 논문으로 역사학 박사를 취득했다. 왕단은 그뒤로 역사학자로서 제도권 학계에서 정착하며 왕성하게 활동하지는 않았고 미국의 망명 운동가 신분으로 활동하는 주요 반체제 인사 중 하나이다.

## 같이 보기
- 중국의 반체제자 목록